# Moj dilbere
Moj dilbere (deutsch Mein Geliebter oder Mein Liebster) ist ein bosnisches Volkslied, welches aus osmanischer Zeit stammt und sich auch heute noch großer Beliebtheit erfreut. Textdichter und Komponist sind unbekannt.

## Genre
Das Lied zählt zur musikalischen Gattung Sevdalinka, traditioneller Volksmusik der Menschen in Bosnien und Herzegowina. Diese entstand aus ursprünglich städtischer Liebeslyrik. Sevdah steht auf Türkisch für Liebe und auf Arabisch für schwarze Galle. Ähnlich der portugiesischen Saudade vermitteln diese Folklore-Lieder zumeist eine melancholische und schwermütige Stimmung, erzählen von unerfüllten oder nicht erwiderten Liebesgefühlen, tiefer Leidenschaft für eine Person, eine Stadt oder eine Region, die unerreichbar erscheint. Die musikalische Komponente ist geprägt von slawischen Traditionen, mit Einflüssen aus der osmanischen, aber auch der sephardischen Musik.

## Text
| Bosnische Originalfassung Moj dilbere, kud’ se šećeš? Aj, što i mene ne povedeš? što te volim, ah što te ljubim aman, aman, bože moj… Povedi me u čaršiju, Aj, pa me prodaj bazardžiji što te volim, ah što te ljubim aman, aman, bože moj… Uzmi za me oku zlata Aj, pa pozlati dvoru vrata | Deutsche Übersetzung Mein Liebster, wohin eilst du? Warum nimmst du mich nicht mit? Oh, wie ich dich liebe, wie ich dich begehre Oh, mein Gott, hilf mir, hilf… Liebster, nimm mich doch mit, in die Stadt, und verkaufe mich auf dem Bazar... Oh, wie ich dich liebe, wie ich dich begehre Oh, mein Gott, hilf mir, hilf… Verkauf mich dort für ein Stück Gold, und vergolde damit das Tor von deinem Haus… |

## Interpretationen
Das Lied berichtet aus der Perspektive einer Frau des Ottomanischen Zeitalters und wird daher überwiegend von Frauen gesungen. Moj dilbere zählte bzw. zählt zum ständigen Repertoire einer Reihe von namhaften Volksliedsängerinnen aus Bosnien und Herzegowina, Mazedonien, Montenegro und Serbien sowie weiterer Länder der Region:

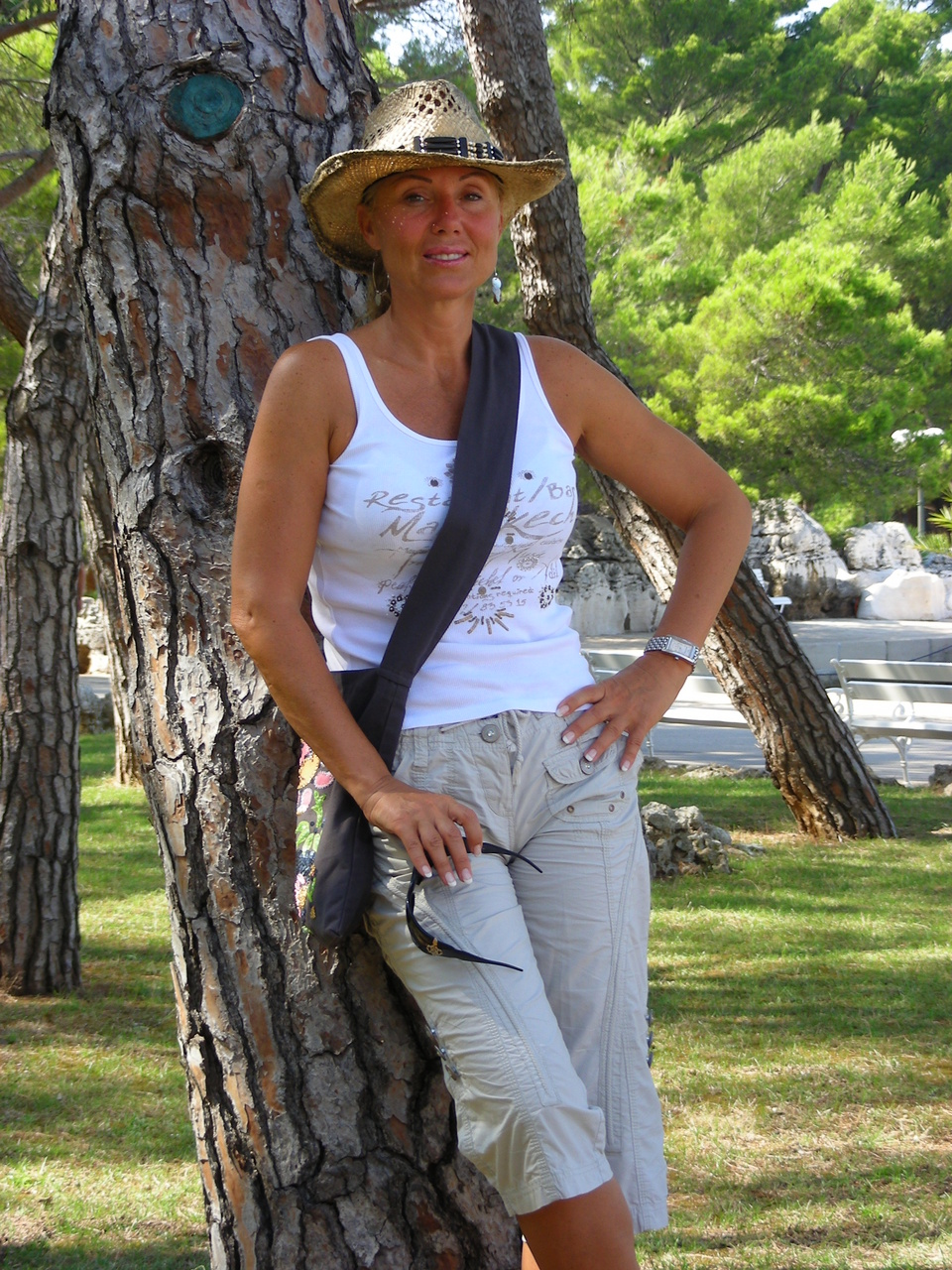
Lepa Brena
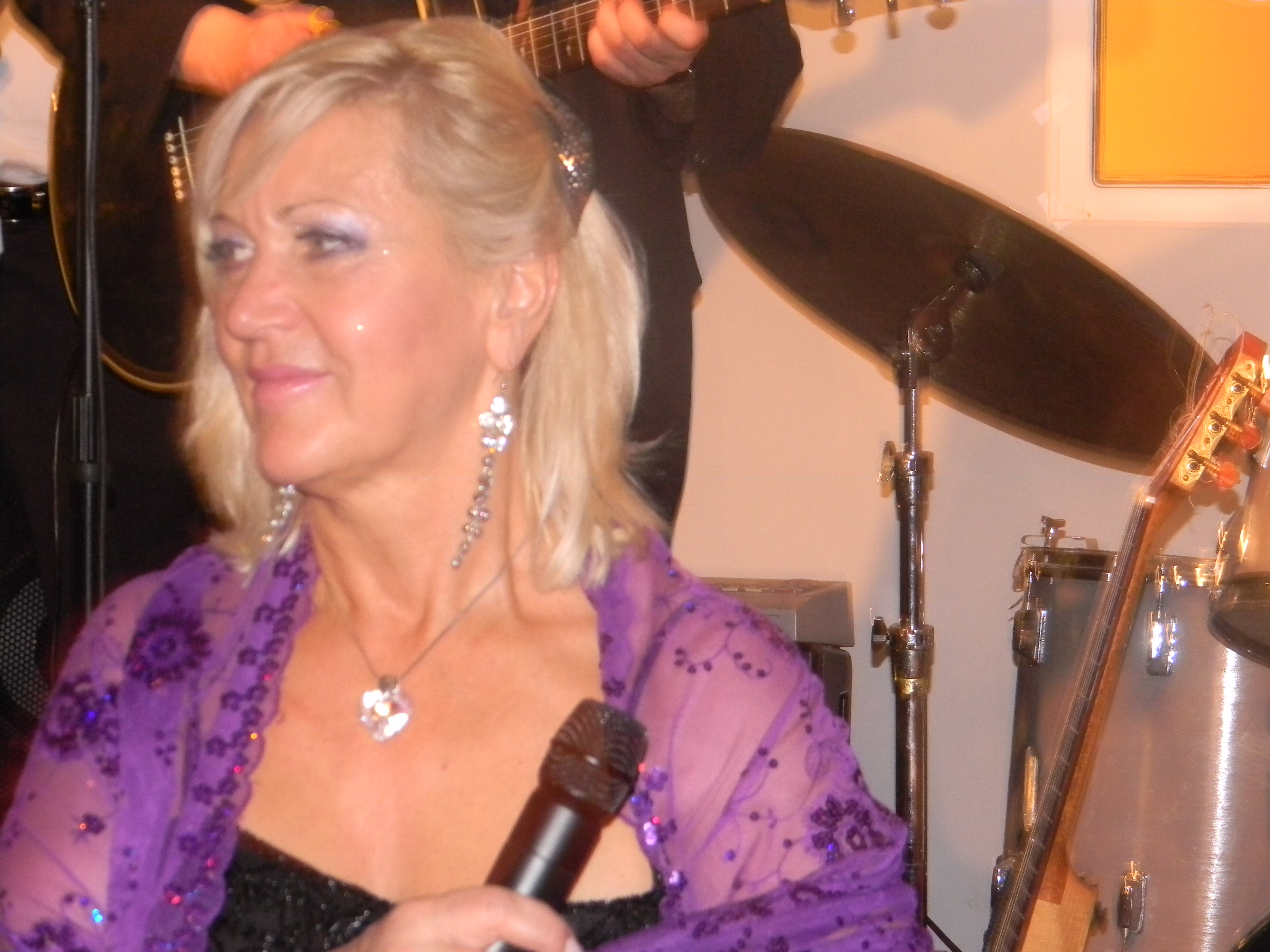
Merima Njegomir
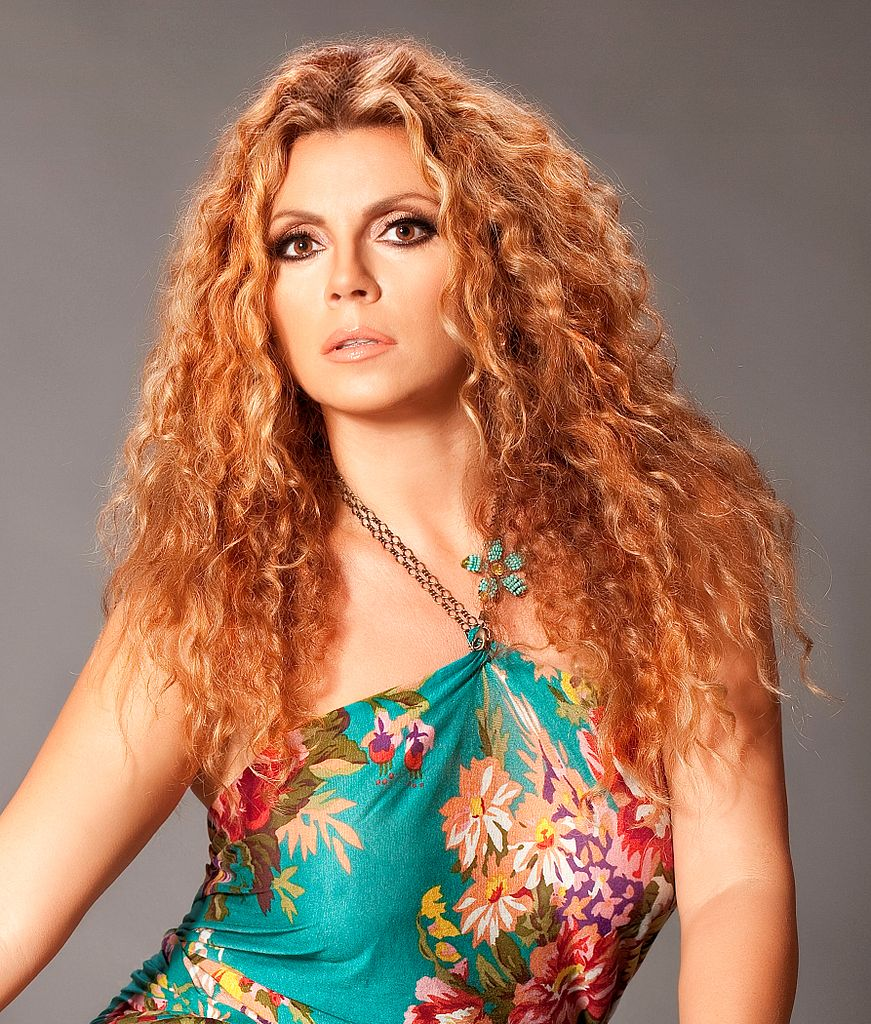
Indira Radić
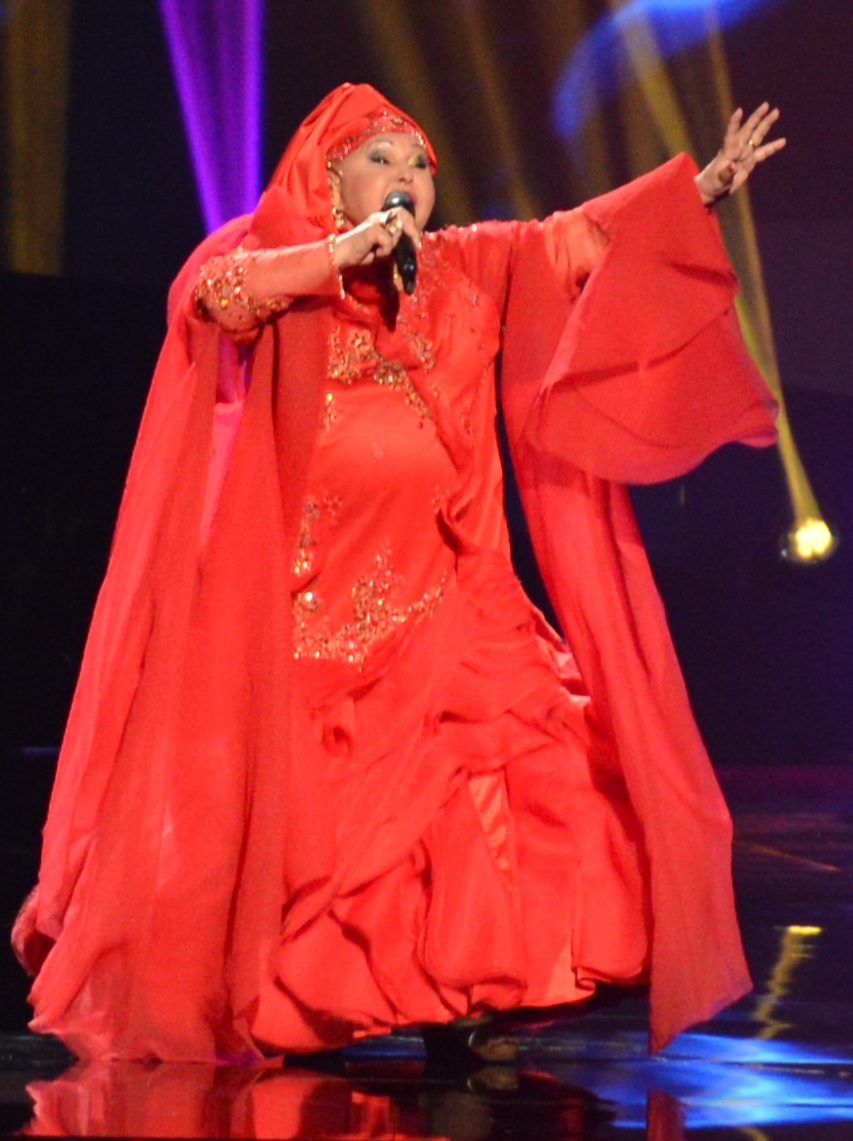
Esma Redžepova
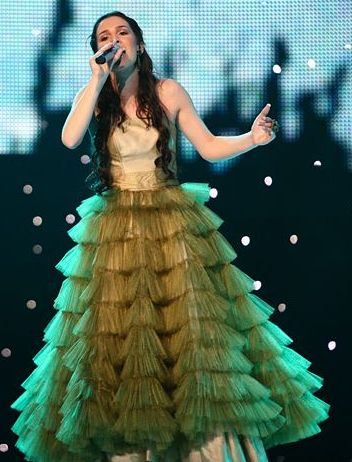
Marija Šestić
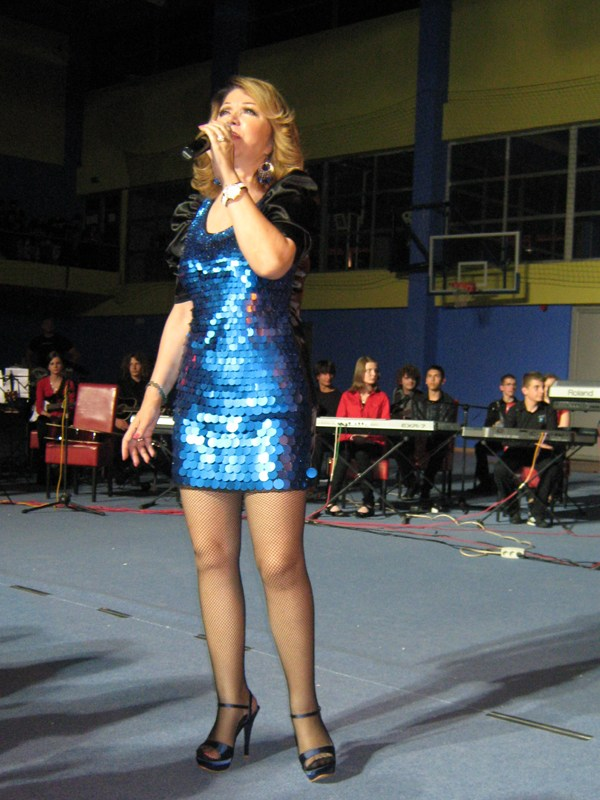
Neda Ukraden
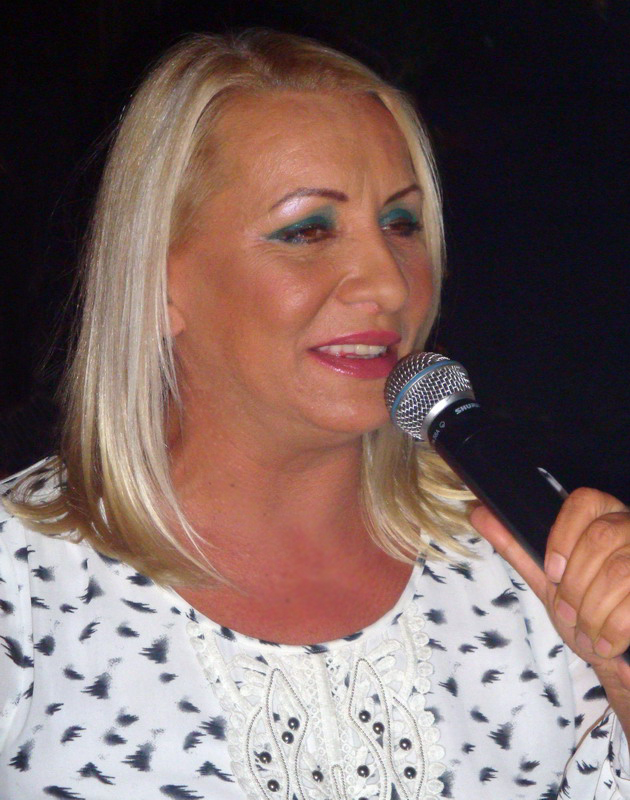
Vesna Zmijanac

Weitere Versionen stammen von Donna Ares, Silvana Armenulić, Ljiljana Buttler, Zehra Deović, Snežana Đurišić, Azra Husarkić, Emina Islamović, Gergana Kusheva, Amira Medunjanin, Nada Mamula, Sofka Nikolić, Biljana Petrović, Vasilija Radojčić, Elvira Rahić, Hanka Paldum, Sara Reljić und Alma Subašić.
Alle Sevdalinka-Lieder können in der Minimalvariante mit der Langhalslaute Saz begleitet werden. Als Standardbesetzung im 20. Jahrhundert hat sich jedoch das Trio Akkordeon, Violine und Klarinette herauskristallisiert. Oftmals wird auch ein Chor eingesetzt, beispielsweise beim Fernsehauftritt von Neda Ukraden im Jahr 2014 (Grand TV), deren Sound auf maximale Breitenwirkung geglättet war. In heftigem Kontrast dazu steht die Interpretation von Amira Medunjanin und der Gruppe REKA in Sarajevo 2013, die der Rhythmisierung durch das Schlagzeug in den Vordergrund rückte, das Akkordeon in den Hintergrund stellte und die Klarinette nur sparsam einsetzte. 2015 in Belgrad ersetzte sie das Schlagzeug durch ein klassisches Klavier. Medunjanin sucht stets den gesanglichen Dialog mit dem Publikum, das mitsingt und klatscht.
Die Sevdalinka-Gruppe Mostar Sevdah Reunion spielte das Lied mit zwei prominenten Sängerinnen aus der Bevölkerungsgruppe der Roma, mit Esma Redžepova und mit Ljiljana Buttler, der Mother of Gypsy Soul. Steht keine Sängerin zur Verfügung, zählt das Stück dennoch zum Programm der Mostar Sevdah Reunion und wird, wie in Warschau 2012, vom Sänger und Gitarristen Nermin Alukić Čerkez gesungen – oder, wie in Zagreb 2012, weitgehend vom Publikum.
Die klassische Formation Le Petit Orchestre de l’Est erstellte – gemeinsam mit der Sängerin Gergana Kusheva – eine Fassung mit kleinem Streichorchester, ohne die sonst obligate Ziehharmonika. Es gibt auch reine Instrumentalfassungen, beispielsweise die Fassungen der Akkordeonistin Radojka Živković oder des Gitarristen Edi Catic aus dem Jahr 2015 sowie die erste Hälfte der Version von Željko Joksimović, die er 2010 in der Arena Zagreb präsentierte.
Zu den männlichen Interpreten zählen:

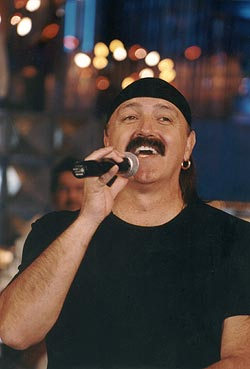
Haris Džinović
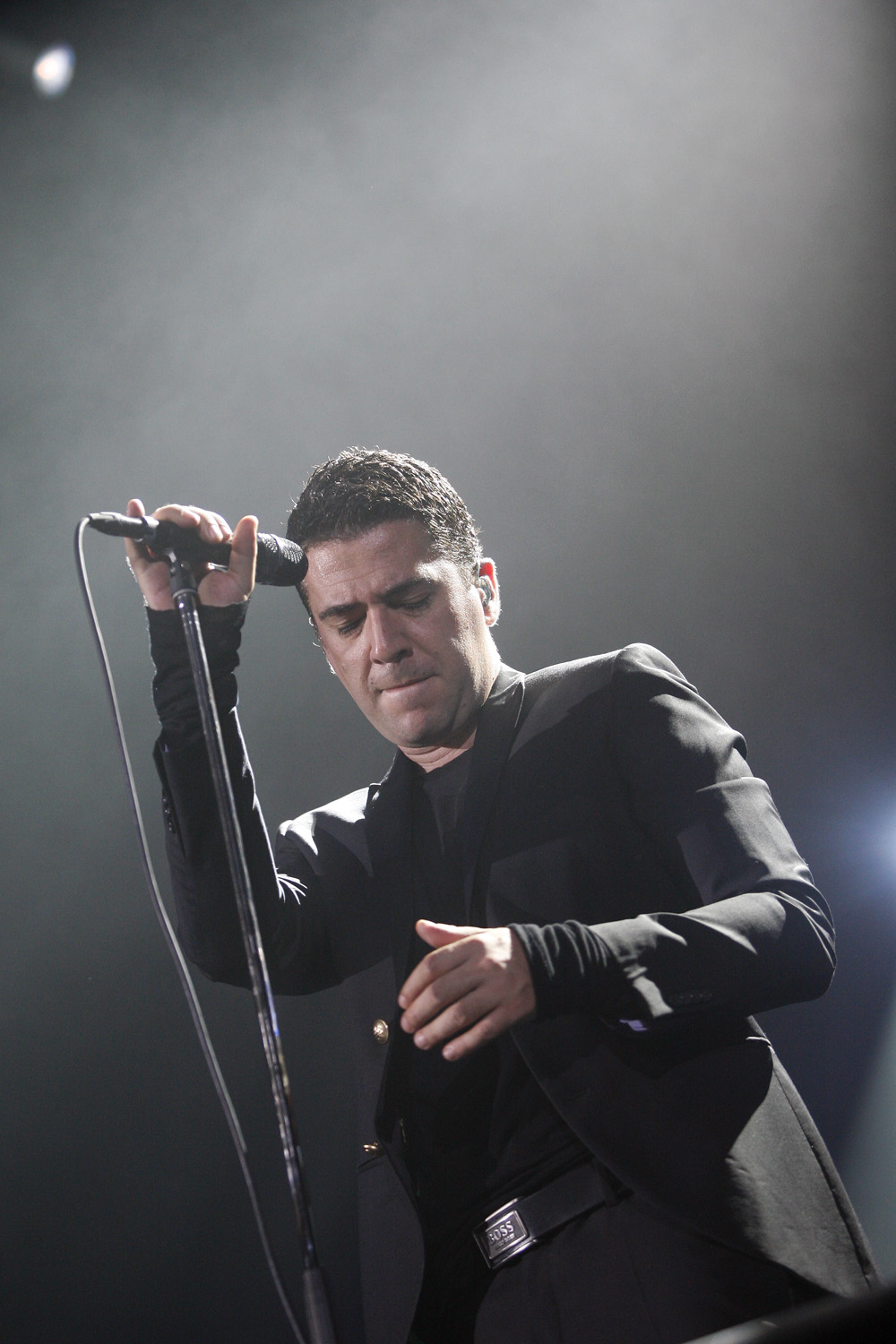
Željko Joksimović
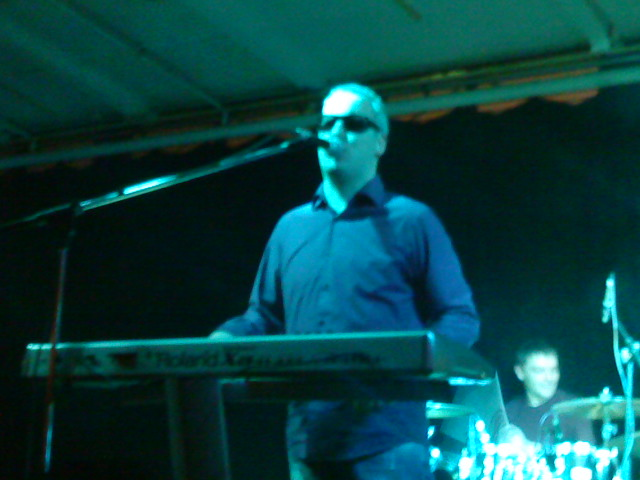
Saša Matić

Weitere Versionen stammen von  Ljuba Aličić, Enes Begović, Safet Isović, Semir Jahić, Ibrica Jusić, Šerif Konjević, Mirza Šoljanin,  Adnan Zenunović. Das Lied wurde unter anderem auch von der serbischen Rockband Bele Višnje und von Sead Lipovača, dem Frontmann der bosnischen Heavy-Metal-Formation Divlje Jagode, interpretiert.